# Templo de Estocolmo
El Templo de Estocolmo es uno de los templos construidos y operados por la Iglesia de Jesucristo de los Santos de los Últimos Días, el número 34 construido por la iglesia y el primero construido en Escandinavia, ubicado al sur de la ciudad de Estocolmo, la capital y la ciudad más grande de Suecia. Es el primer templo entre los países nórdicos y el cuarto construido por la iglesia en Europa. 
El templo de Estocolmo tiene un total de 1.348 metros cuadrados de construcción, contando con cuatro salones para las ordenanzas SUD y tres salones de sellamientos matrimoniales.

## Historia
Presidiendo desde Italia, Lorenzo Snow, miembro de la Primera Presidencia, hizo las primeras asignaciones proselitistas en Ginebra. En 1851, Snow  ofreció una oración dedicatoria a favor del progreso misional en Suecia. Los primeros conversos en Suecia en los años 1850 se unieron a migrantes europeos y los pioneros mormones en su éxodo al territorio de Utah. Los migrantes Suecos fueron enviados por Brigham Young a colonizar el sur de Utah, fundando la comunidad de Santa Clara. El Libro de Mormón fue traducido en el idioma sueco en 1878. La primera misión permanente en Suecia fue establecida en el añ0 1905. El edificio sede de la primera misión en el centro de Estocolmo persiste hoy en la Svartensgatan 3.

## Anuncio
La construcción del templo en Estocolmo fue anunciada públicamente por la Primera Presidencia dos días antes de la Conferencia General de la iglesia SUD el 1 de abril de 1981 junto con la de otros ocho templos alrededor del mundo. Tras el anuncio público, la iglesia en ese país buscó un lugar adecuado seleccionando un terreno en Västerhaninge del municipio Haninge, a unas 20 millas (32,2 km) al sur de Estocolmo. Los funcionarios municipales y comerciantes de la región le dieron la bienvenida al proyecto del templo. La municipalidad cambió el nombre de la calle en la que se encuentra el templo a Tempelvägen ("El camino del templo"). La ceremonia de la palada inicial ocurrió el 17 de marzo de 1984. Siendo aún mes de invierno, la primera palada debió hacer uso de un soplete para descongelar la tierra durante la ceremonia pública.

## Diseño
El templo de Escandinavia fue construido con el diseño moderno de seis agujas presentado por primera vez con el Templo de Boise (Idaho).

## Construcción
Arquitectónicamente inspirado por la cultura local, el templo de Suecia es un elegante edificio ubicado entre pinos delgados y arándanos, en una colina boscosa de Västerhaninge en los alrededores de un cementerio de vikingos, a unos 20 kilómetros al sur de Estocolmo. El templo se asienta en un terreno de 24 mil metros cuadrados, anexo a una instalación de dormitorios para visitantes lejanos y el centro de estaca sur de Estocolmo. Los jardines cuentan con vías adoquinadas y una rotonda.
La construcción del edificio se pospuso por aproximadamente un año luego de descubrirse en el subsuelo del terreno antiguos remanentes de un cementerio vikingo.

## Dedicación
El templo SUD de Estocolmo fue dedicado para sus actividades eclesiásticas en cuatro sesiones, un día después de la ceremonia de la primera palada del templo de Freiberg, el 2 de julio de 1985, por Gordon B. Hinckley, el entonces presidente de la iglesia SUD. Con anterioridad a ello, la iglesia permitió un recorrido público del interior y las instalaciones del templo desde el 10 al 22 de junio del mismo año, al que asistieron unos 47.600 visitantes. El templo sirve a una población religiosa diversa, traduciendose las seis sesiones dedicatorias, cuatro de las cuales se tradujeron al idioma sueco, tres al idioma finés, dos sesiones al idioma noruego y dos al idioma danés.
El 23 de agosto de 1995, el entonces presidente de la iglesia Thomas S. Monson guio a Sus Majestades el Rey Carlos XVI Gustavo de Suecia y la Reina Silvia a un recorrido de los terrenos del templo como parte de su excursión anual "Eriksgata". Una placa en los terrenos del templo conmemora la ocasión.

### Distrito del templo

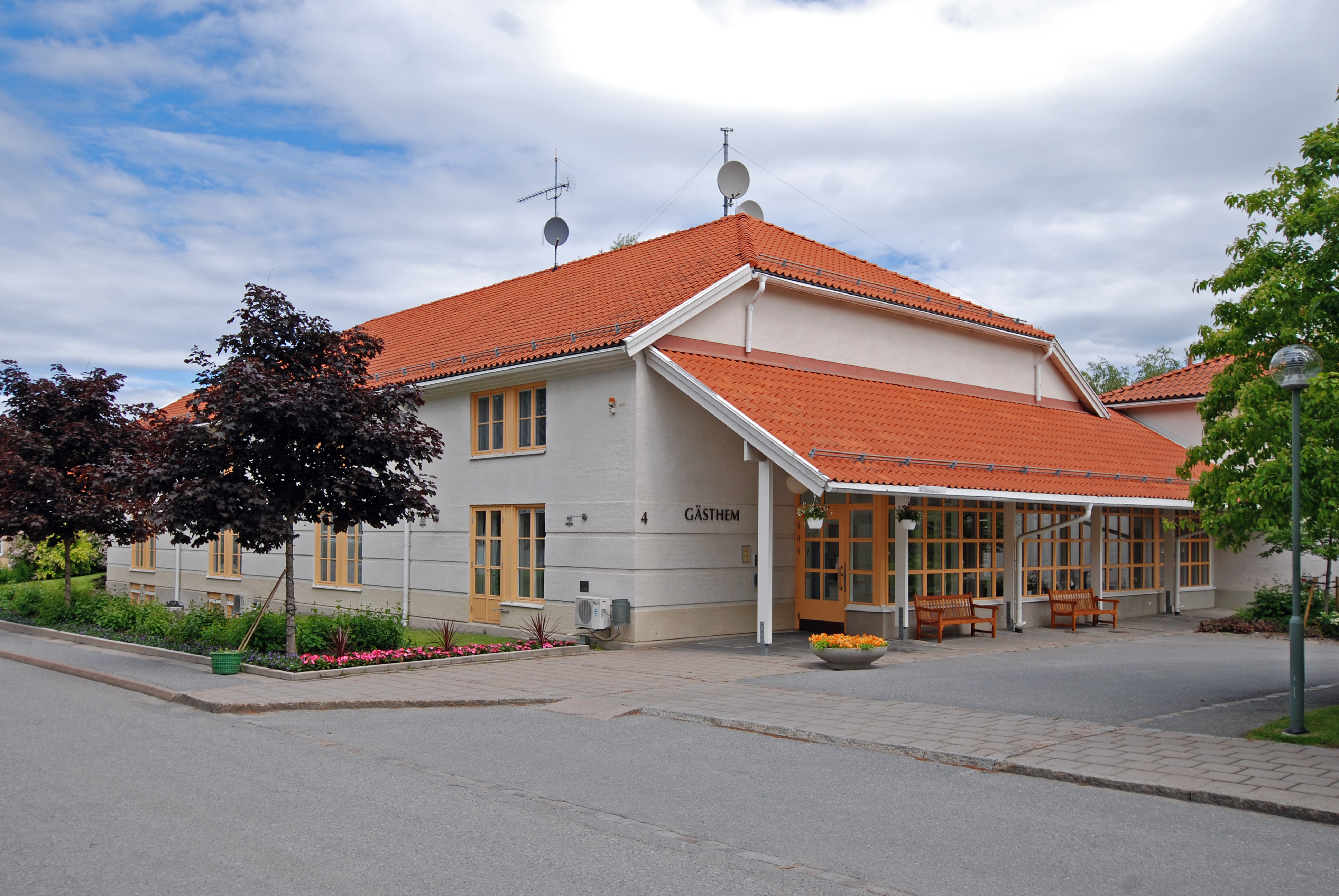
Casa de huéspedes en el terreno del templo de Estocolmo.

Al templo, por su cercanía a las comunidades, asisten fieles de toda Suecia, Noruega y Letonia. Luego de la caída del Muro de Berlín y la disolución de la Unión Soviética, el templo de Estocolmo que inicialmente solo servía a países nórdicos, comenzó a servir fieles de los países bálticos y Rusia. La primera peregrinación desde países de la antigua Unión Soviética ocurrió en 1992 quienes viajaron desde Ucrania al Templo de Freiberg, en marzo de 1993 fieles de Víborg y San Petersburgo viajaron al templo de Estocolmo para sus ceremonias eclesiásticas. Estos primeros grupos enfrentaron desafíos consiguiendo visas para su viaje religioso. En sus inicios, el gobierno sueco requería que un miembro de la presidencia del templo acompañase a los visitantes del templo extranjeros desde su llegada hasta su partida en el aeropuerto del país para garantizar el retorno a sus lugares de origen. En 1996 el templo recibió un grupo de fieles provenientes desde Siberia en el Asia septentrional. La mayoría arribaba a Suecia por ferry, otros por vía aérea. Grupos consecutivos lograron con mayor facilidad conseguir visas temporales en vista de que quienes salían de sus países volvían sin excepción.
Todos los visitates del exterior permanecían en habitaciones para huéspedes construidas en los terrenos del templo. El promedio del costo de la estadía en el edificio de huéspedes era de aproximadamente $40, cuyo costo era subsidiado por las misiones de donde provenían los devotos. Quienes venían de países circunvecions, incluyendo Finlandia y Noruega solían venir con fieles que ya habían recibido sus investiduras en el pasado y resultaban escoltas adecuados para instruir a quienes entraban al templo por primera vez. Muchos viajes al templo rusos no tenían dichos acompañantes por lo que proveer instrucciones en sus idiomas a los patrones que carecían de familiaridad con los eventos del templo resultaba dificultoso para los obreros del templo en Estocolmo. A pesar de las dificultades, el templo recibía visitas constantes de países dentro y fuera de su distrito asignado. Entre 1995 y 1996 el templo de Estocolmo recibió quince grupos rusos ofreciendo más de 700 investiduras cada semana limitados por la barrera del idioma. Entre los fineses y estonios el templo realizaba más de 850 investiduras semanales mientras que para las estacas nórdicas el templo podía realizar hasta mil investiduras semanales.